# Japón en los Juegos Paralímpicos de Vancouver 2010
Japón estuvo representado en los Juegos Paralímpicos de Vancouver 2010 por un total de 41 deportistas, 33 hombres y ocho mujeres.

## Medallistas
El equipo paralímpico japonés obtuvo las siguientes medallas:
| Nombre | Deporte            | Evento                            |
| --- | ------------------ | --------------------------------- |
| Oro |                    |                                   |
| Akira Kano | Esquí alpino       | Supergigante sentado masculino    |
| Yoshihiro Nitta | Esquí de fondo     | 1 km velocidad de pie masculino   |
| Yoshihiro Nitta | Esquí de fondo     | 10 km de pie masculino            |
| Plata |                    |                                   |
| Taiki Morii | Esquí alpino       | Descenso sentado masculino        |
| Shoko Ota | Esquí de fondo     | 1 km velocidad de pie femenino    |
| Mikio Annaka Takayuki Endo Shinobu Fukushima Naohiko Ishida Noritaka Ito Makoto Majima Tomohiko Maruo Eiji Misawa Mitsuru Nagase Toshiyuki Nakamura Satoru Sudo Kazuhiro Takahashi Daisuke Uehara Atsuya Yaguchi Mamoru Yoshikawa | Hockey sobre hielo | Torneo mixto                      |
| Bronce |                    |                                   |
| Kuniko Obinata | Esquí alpino       | Eslalon sentado femenino          |
| Kuniko Obinata | Esquí alpino       | Eslalon gigante sentado femenino  |
| Akira Kano | Esquí alpino       | Descenso sentado masculino        |
| Taiki Morii | Esquí alpino       | Supergigante sentado masculino    |
| Takeshi Suzuki | Esquí alpino       | Eslalon gigante sentado masculino |